# Giuseppe Pinto
Giuseppe Pinto (* 26. května 1952 Noci) je italský římskokatolický duchovní, arcibiskup a bývalý diplomat.

## Život
Narodil se 26. května 1952 v Noci.
Vstoupil do kněžského semináře a po teologickém studiu byl 1. dubna 1978 vysvěcen na kněze a inkardinován do diecéze Conversano. Pokračoval ve studiích kanonického práva v Římě a je absolventem Papežské církevní akademie. Dne 1. května 1984 vstoupil do diplomatických služeb Svatého stolce. Působil na apoštolských nunciaturách na Papuy Nové Guiney a Argentině. Poté přešel do sekce pro sekce pro vztahy se státy Státního sekretariátu.
Dne 4. prosince 2001 jej papež Jan Pavel II. apoštolským nunciem v Senegalu, apoštolským delegátem v Mauritánii a titulárním arcibiskupem z Anglony. Biskupské svěcení přijal 6. ledna 2002 z rukou papeže a spolusvětiteli byli arcibiskupové Leonardo Sandri a Robert Sarah. Dne 5. února mu byla přidána nunciatura na Kapverdách, v Guinea-Bissau a v Mali.
Dne 6. prosince 2007 byl papežem Benediktem XVI. ustanoven nunciem v Chile a 10. května 2011 na Filipínách. Dne 1. července 2017 jej papež František převedl do úřadu apoštolského nuncia v Chorvatsku, kterým byl do 22. července 2019.
Dne 31. července 2020 přijal papež František jeho rezignaci na post apoštolského nuncia.